# ジェアン・パトリッキ・リマ・ドス・ヘイス
ジェアン・パトリッキ・リマ・ドス・ヘイス（Jean Patric Lima dos Reis、1997年5月14日 - ）は、ブラジル・バイーア州出身のプロサッカー選手。Jリーグ・ヴィッセル神戸所属。ポジションはフォワード（FW）。
Jリーグでの登録名はジェアン・パトリッキ。

## 略歴
2017年、サンパウロFCで出場が無く契約満了となり、無職となった。
8月4日、PFKセプテムヴリ・ソフィアのトライアルに参加。9月2日、PFCロコモティフ・ソフィアとのフレンドリーマッチで2ゴールを決めた。9月10日、セプテムヴリ・ソフィアと正式に2年契約を掴み取った。9月15日のレフスキ・ソフィア戦で加入後公式戦初出場。
2018年1月11日、双方合意の上で契約を解除し退団した。
CDサンタ・クララに加入、同僚に守田英正がいる。

### セレッソ大阪
2022年1月8日、CDサンタ・クララからセレッソ大阪に2年契約で完全移籍加入。
入団当初は全く無名であり、戦力としては未知数だったが、スピードを持った貴重な選手として活躍をみせた。天皇杯ラウンド16・名古屋戦で、時速37.8kmを記録。第19節川崎フロンターレ戦で、途中出場から勝ち越しゴールを決めてシーズンダブルに貢献。第22節アウェイ開催のガンバ大阪戦で、途中出場し、試合終了間近の90分に、前線の選手の連動からドリブルで独走した後にミドルシュートで決勝点を決めて、逆転勝ち、シーズンダブルに貢献。ルヴァンカップ準決勝・アウェイでの浦和レッズ戦では、途中出場し、前線からの守備の流れから、ドリブルで持ち運びチームの4点目を決めた。2戦合計5-1となり、チームの2年連続の決勝進出に貢献。
セレッソでは先発の為田大貴がハイプレスの役割を全うした後に、試合後半から為田に代わって起用されるスーパーサブとして活用され、爆発的なスピードを持つサイドアタッカーとして重要な戦力だったが、ヴィッセル神戸から好条件のオファーを受けて、セレッソの2023年チーム始動の1日前にヴィッセル神戸に完全移籍した。

### ヴィッセル神戸
2023年よりヴィッセル神戸に完全移籍で加入。セレッソ在籍時と同じくスーパーサブで活用された。開幕戦で途中出場から6分で決勝点を決めた。公式戦7得点と活躍、クラブ史上初のリーグ優勝にも貢献した。
2024年、第33節で途中出場から12分で決勝点を決め、チーム新記録となる同一シーズンリーグ戦6連勝に貢献した。

## 人物
- セレッソ入団内定が決まっていた当時高校生の阪田澪哉が練習参加した際に「パスが来れば得点になるチャンスがあったのですが、ボールを要求しても来ない状況があった」という阪田に対して「それは違うよ。プロになったら、もっともっと要求しないといけない。できるんだから、もっと要求したほうが良い」と声をかけた[16]。
- セレッソ時代の応援歌には振り付けがついていた。勝利した試合の後に、パトリッキは公式グッズのペンライトを持って、通訳と共にその振り付けを踊るなどサポーターから愛されていた[17]。
- 首の脈を抑えて右手で心電図を描くゴールパフォーマンスについて「生きているうちはあきらめちゃダメだよと。人生の中で今、苦しくても逆転できるし、成功できるし、つらいことはひっくり返していける。逆境に負けないというメッセージ。あきらめちゃいけない。立ち止まっちゃいけないといつも自分に言い聞かせる」と説明している[13]。

## 個人成績
| 国内大会個人成績 | 国内大会個人成績       | 国内大会個人成績 | 国内大会個人成績 | 国内大会個人成績 | 国内大会個人成績 | 国内大会個人成績 | 国内大会個人成績 | 国内大会個人成績 | 国内大会個人成績 | 国内大会個人成績 | 国内大会個人成績 |
| 年度             | クラブ                 | 背番号           | リーグ           | リーグ戦         | リーグ戦         | リーグ杯         | リーグ杯         | オープン杯       | オープン杯       | 期間通算         | 期間通算         |
| 年度             | クラブ                 | 背番号           | リーグ           | 出場             | 得点             | 出場             | 得点             | 出場             | 得点             | 出場             | 得点             |
| ブラジル         | ブラジル               | ブラジル         | ブラジル         | リーグ戦         | リーグ戦         | ブラジル杯       | ブラジル杯       | オープン杯       | オープン杯       | 期間通算         | 期間通算         |
| ---------------- | ---------------------- | ---------------- | ---------------- | ---------------- | ---------------- | ---------------- | ---------------- | ---------------- | ---------------- | ---------------- | ---------------- |
| 2017             | アメリカ-RN            |                  | RN州             | 12               | 0                | 1                | 0                | -                | -                | 13               | 0                |
| 2017             | ヴォルタ・レドンダ     |                  | セリエC          | 5                | 0                | 0                | 0                | -                | -                | 5                | 0                |
| ブルガリア       | ブルガリア             | ブルガリア       | ブルガリア       | リーグ戦         | リーグ戦         | リーグ杯         | リーグ杯         | オープン杯       | オープン杯       | 期間通算         | 期間通算         |
| 2017-18          | セプテムヴリ・ソフィア |                  | ファースト       | 4                | 0                | -                | -                | 2                | 0                | 6                | 0                |
| モルドバ         | モルドバ               | モルドバ         | モルドバ         | リーグ戦         | リーグ戦         | リーグ杯         | リーグ杯         | オープン杯       | オープン杯       | 期間通算         | 期間通算         |
| 2018             | ザリア・バルツィ       |                  | ナツィオナラ     | 12               | 2                | 2                | 1                | -                | -                | 14               | 3                |
| ブラジル         | ブラジル               | ブラジル         | ブラジル         | リーグ戦         | リーグ戦         | ブラジル杯       | ブラジル杯       | オープン杯       | オープン杯       | 期間通算         | 期間通算         |
| 2019             | アメリカ-RN            |                  | セリエD          | 9                | 3                | 2                | 0                | -                | -                | 11               | 3                |
| 2019             | アメリカ-RN            |                  | RN州             | 16               | 2                | -                | -                | -                | -                | 16               | 2                |
| ポルトガル       | ポルトガル             | ポルトガル       | ポルトガル       | リーグ戦         | リーグ戦         | リーグ杯         | リーグ杯         | ポルトガル杯     | ポルトガル杯     | 期間通算         | 期間通算         |
| 2019-20          | アカデミコ・ヴィゼウ   |                  | セグンダ         | 21               | 4                | 0                | 0                | 5                | 0                | 26               | 4                |
| 2020-21          | サンタ・クララ         |                  | プリメイラ       | 20               | 0                | 0                | 0                | 3                | 0                | 23               | 0                |
| 2021-22          | サンタ・クララ         |                  | プリメイラ       | 16               | 2                | 3                | 1                | 2                | 0                | 21               | 3                |
| 日本             | 日本                   | 日本             | 日本             | リーグ戦         | リーグ戦         | リーグ杯         | リーグ杯         | 天皇杯           | 天皇杯           | 期間通算         | 期間通算         |
| 2022             | C大阪                  | 26               | J1               | 28               | 5                | 7                | 1                | 4                | 1                | 39               | 7                |
| 2023             | 神戸                   | 26               | J1               | 27               | 4                | 3                | 1                | 4                | 2                | 34               | 7                |
| 2024             | 神戸                   | 26               | J1               | 29               | 1                | 2                | 1                | 5                | 1                | 36               | 3                |
| 通算             | ブラジル               | ブラジル         | セリエC          | 5                | 0                | 0                | 0                | -                | -                | 5                | 0                |
| 通算             | ブラジル               | ブラジル         | セリエD          | 9                | 3                | 2                | 0                | -                | -                | 11               | 3                |
| 通算             | ブラジル               | ブラジル         | RN州             | 28               | 2                | 1                | 0                | -                | -                | 29               | 2                |
| 通算             | ブルガリア             | ブルガリア       | ファースト       | 4                | 0                | -                | -                | 2                | 0                | 6                | 0                |
| 通算             | モルドバ               | モルドバ         | ナツィオナラ     | 12               | 2                | 2                | 1                | -                | -                | 14               | 3                |
| 通算             | ポルトガル             | ポルトガル       | プリメイラ       | 36               | 2                | 3                | 1                | 5                | 0                | 44               | 3                |
| 通算             | ポルトガル             | ポルトガル       | セグンダ         | 21               | 4                | 0                | 0                | 5                | 0                | 26               | 4                |
| 通算             | 日本                   | 日本             | J1               | 84               | 10               | 12               | 3                | 13               | 4                | 109              | 17               |
| 総通算           | 総通算                 | 総通算           | 総通算           | 199              | 23               | 20               | 5                | 25               | 4                | 244              | 32               |

- その他公式戦
  - 2017年 コパ・ド・ノルデステ（英語版） 6試合1得点

| 国際大会個人成績 | 国際大会個人成績 | 国際大会個人成績 | 国際大会個人成績 | 国際大会個人成績 |
| 年度             | クラブ           | 背番号           | 出場             | 得点             |
| AFC              | AFC              | AFC              | ACL              | ACL              |
| ---------------- | ---------------- | ---------------- | ---------------- | ---------------- |
| 2024-25          | 神戸             | 26               | 3                | 0                |
| 通算             | AFC              | AFC              | 3                | 0                |

## タイトル

### クラブ
アメリカ-RN
- カンピオナート・ポティグァル: 2019年

ヴィッセル神戸
- J1リーグ：2回（2023年、2024年）
- 天皇杯 JFA 全日本サッカー選手権大会：1回（2024年）